# Meganeuropsis
Genre
Meganeuropsis est un genre éteint d'insectes, de l'ordre également fossile des Meganisoptera apparentés aux libellules (ordre des Odonata).
Il a vécu à partir du Permien inférieur en Amérique du Nord, et représente le plus gros insecte connu de tous les temps (devançant de peu l'insecte géant du Carbonifère Meganeura). 

## Espèces
Deux espèces ont été décrites, qui pourraient n'en former qu'une :
- Meganeuropsis permiana, découvert en 1937 à Elmo, dans le Kansas. C'est le plus grand insecte connu qui ait jamais vécu, avec une longueur de l'aile reconstruite de 33 centimètres, une envergure d'environ jusqu'à 71 centimètres, et une longueur de corps de la tête à la queue de près de 43 centimètres. Le fossile en question se trouve au Texas Memorial Museum à Austin[2].

- Un fragment de 28 centimètres de long d'aile antérieure, découvert dans l'Oklahoma en 1940, conservé et exposé au Musée d'histoire naturelle de Harvard (en) à Cambridge, dans le Massachusetts[3], a été décrit comme Meganeuropsis americana, ultérieurement interprété comme un juvénile de Meganeuropsis permiana. L'aile complète reconstruite avait une longueur totale approximative de 30,5 centimètres, ce qui en fait la plus grande aile d'insecte jamais trouvée[4] (avec une envergure résultante d'aile de 69 centimètres)[3].

## Respiration
La taille de méganeuropsis dépasse la limite théorique imposée par le bilan respiratoire et circulatoire de ce type d'animal sans poumons, qui ne pourrait pas exister dans l'atmosphère terrestre actuelle. Des théories explicatives, toutes controversées, sont soit que l'atmosphère terrestre du Permien était beaucoup plus riche en oxygène qu'aujourd'hui, soit que les insectes géants ont pu disposer, outre leur système respiratoire de trachées, de sacs aériens internes augmentant la surface d'échanges gazeux.

## Culture populaire
Meganeuropsis a acquis une place dans la culture populaire. Par exemple, dans la série de la BBC Sur la terre des géants (Walking with Monsters), un Meganeuropsis subtilise un reptile à une araignée géante, ou bien dans le film Le Monstre des abîmes (Monster on the Campus - 1958) lorsque le professeur Donald Blake irradie un cœlacanthe, tandis qu'une libellule moderne grossit jusqu'à atteindre la taille de Meganeuropsis et que le professeur lui-même devient une sorte de néandertalien sanguinaire.